# Gauri Khan
Gauri Khan (Nuova Delhi, 8 ottobre 1970) è una produttrice cinematografica indiana.

## Biografia
Si è sposata con Shah Rukh Khan il 25 ottobre 1991, da cui ha preso il cognome d'arte.
Il suo nome da nubile è Gauri Chibba.
I film che ha prodotto finora vedono sempre il marito come attore principale.
Fa una piccola comparsa nel film Om Shanti Om.
La sua casa di produzione è la Red Chillies Entertainment (RCE).
È di religione indù, mentre il marito è musulmano.
Ha tre figli: Aryan Khan, nato il 12 novembre 1997, Suhana Khan, nata il 23 maggio 2000 e Abram Khan nato nel 2013 da madre surrogata .
- Om Shanti Om (2007)
- Ra.One (2011)
- Raees (2017)

### Attrice
- Om Shanti Om (2007)